# Hanami
Hanami (花見 lit. "ver flores"?) es la tradición japonesa de observar la belleza de las flores, pero por lo general se asocia esta palabra al período en que florecen los cerezos y en el que los japoneses acuden en masa a parques y jardines a contemplar sus flores (sakura).

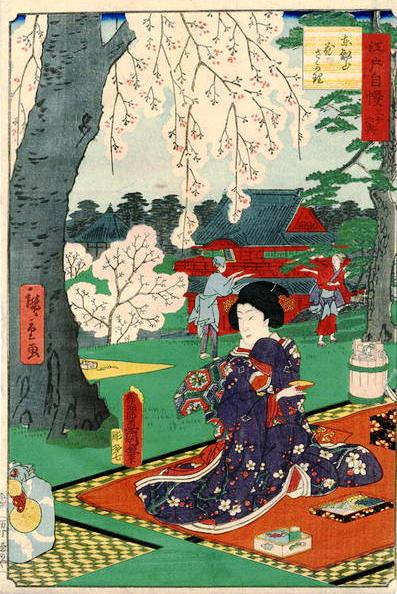
Hanami Bentō Hiroshige

De finales de febrero a principios de mayo, los cerezos florecen por todo Japón, de sur a norte acorde a los distintos climas existentes en las diversas regiones, y dependiendo de la variación del clima en cada temporada o año. Los primeros cerezos del año florecen en las islas de Okinawa a finales de febrero o a principios de marzo (la región más meridional) y los últimos en la isla de Hokkaidō aproximadamente la última semana de abril o principios de mayo (la región más septentrional). Ésta es la temporada habitual, pero se debe tener presente que la floración puede comenzar incluso en el mes de enero en el sur.
El pronóstico de florecimiento (sakurazensen (桜前線?)) es anunciado cada año por la oficina de meteorología. En esta celebración, la gente se dirige a los parques a contemplar los cerezos en flor, y habitualmente realizando un pícnic, con la familia o con la empresa (es habitual ver a empleados de empresas guardando los mejores sitios debajo de los cerezos con días de antelación). El hanami continua en la noche y es llamado yozakura (夜桜 cerezos de noche ?).
Toyō Itō, famoso arquitecto japonés, recordaba este hecho de su infancia catalogando como la forma más bella y sencilla de hacer arquitectura, a través de los grandes manteles a la sombra de los cerezos.

## Lugares tradicionales delhanami

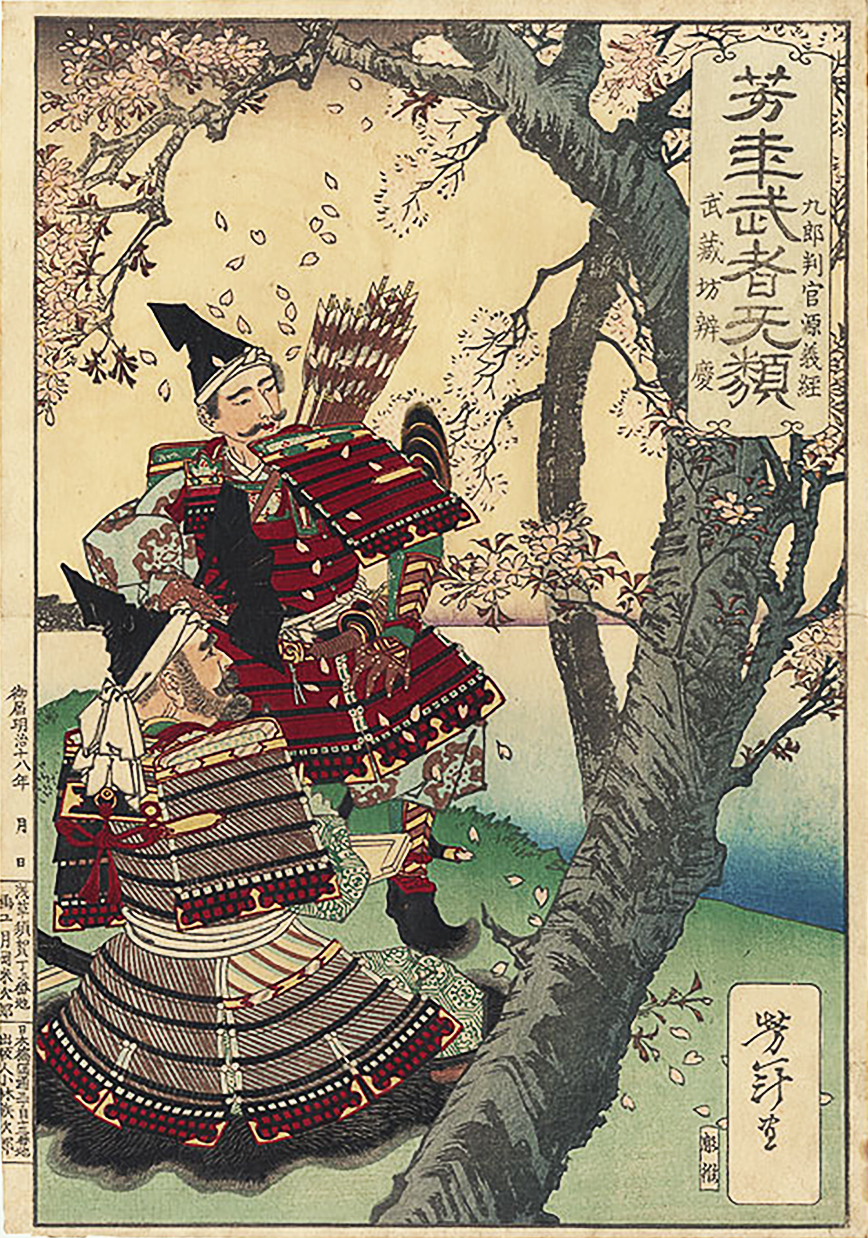
Minamoto no Yoshitsune (atrás) y Saitō Musashibō Benkei (al frente), contemplando las flores de cerezo. Obra de Tsukioka Yoshitoshi, de la serie Los valientes guerreros de Yoshitoshi, N.º 15, 1885.

Algunos lugares populares del hanami son:
En Tokio:
- Parque Ueno, Chidorigafuchi

En Fukui:

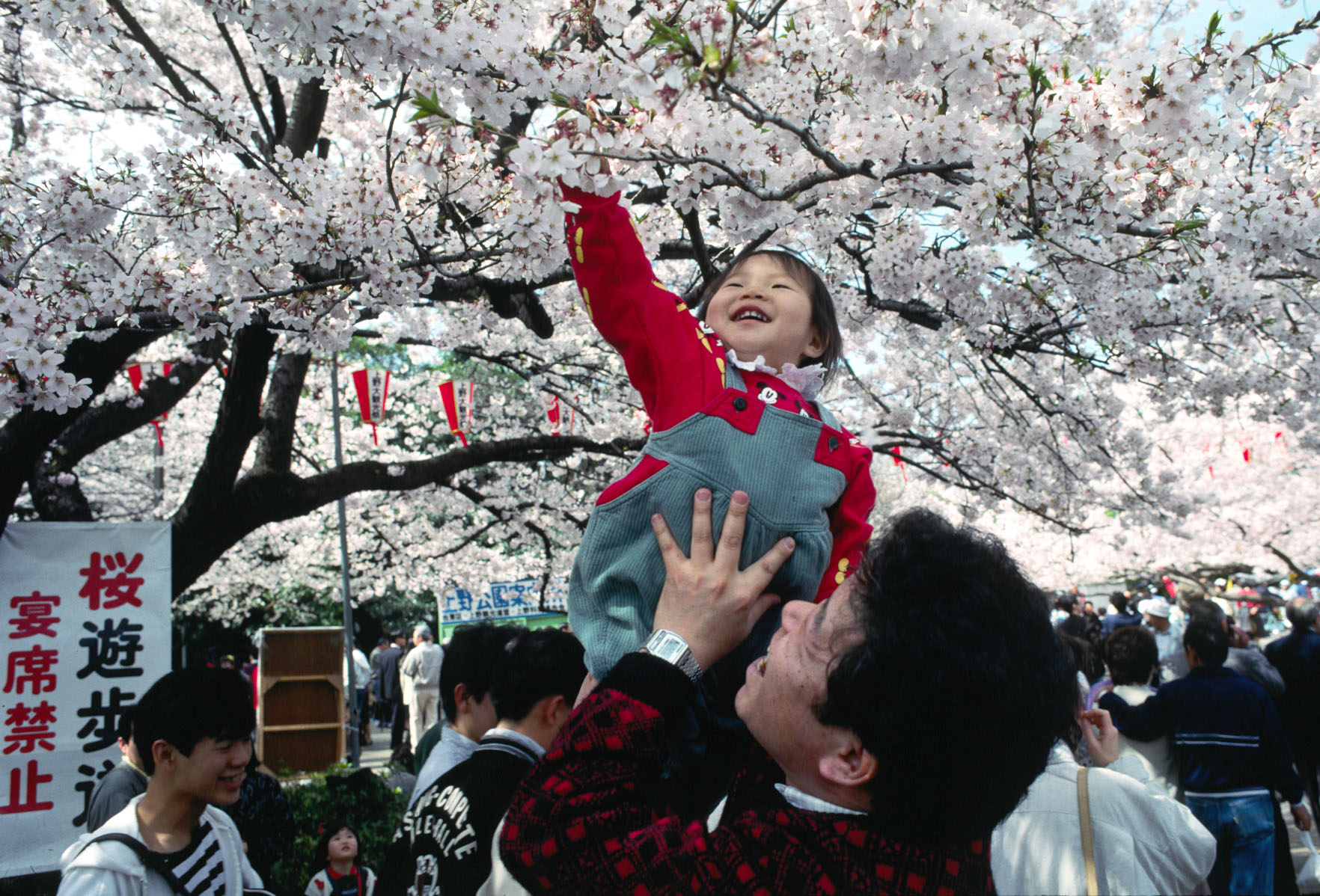
Parque Ueno
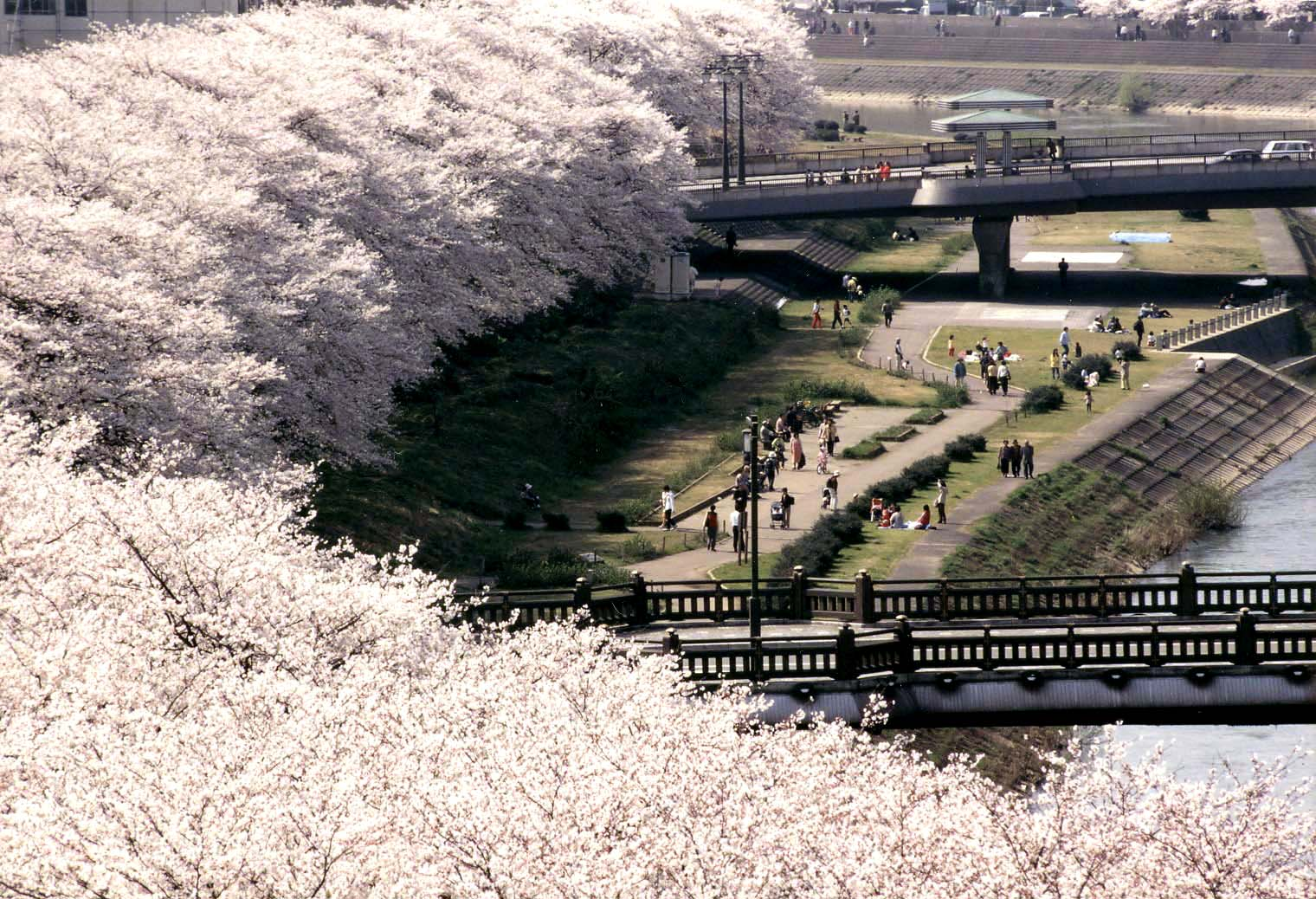
Río Asuwa
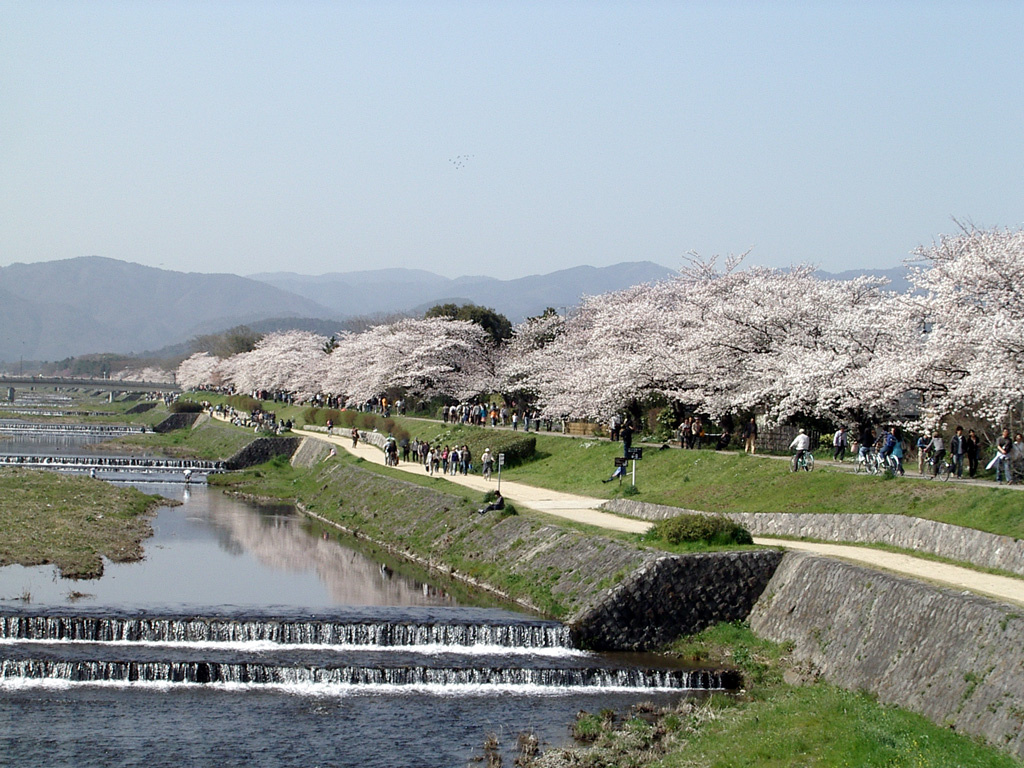
Río Kamo
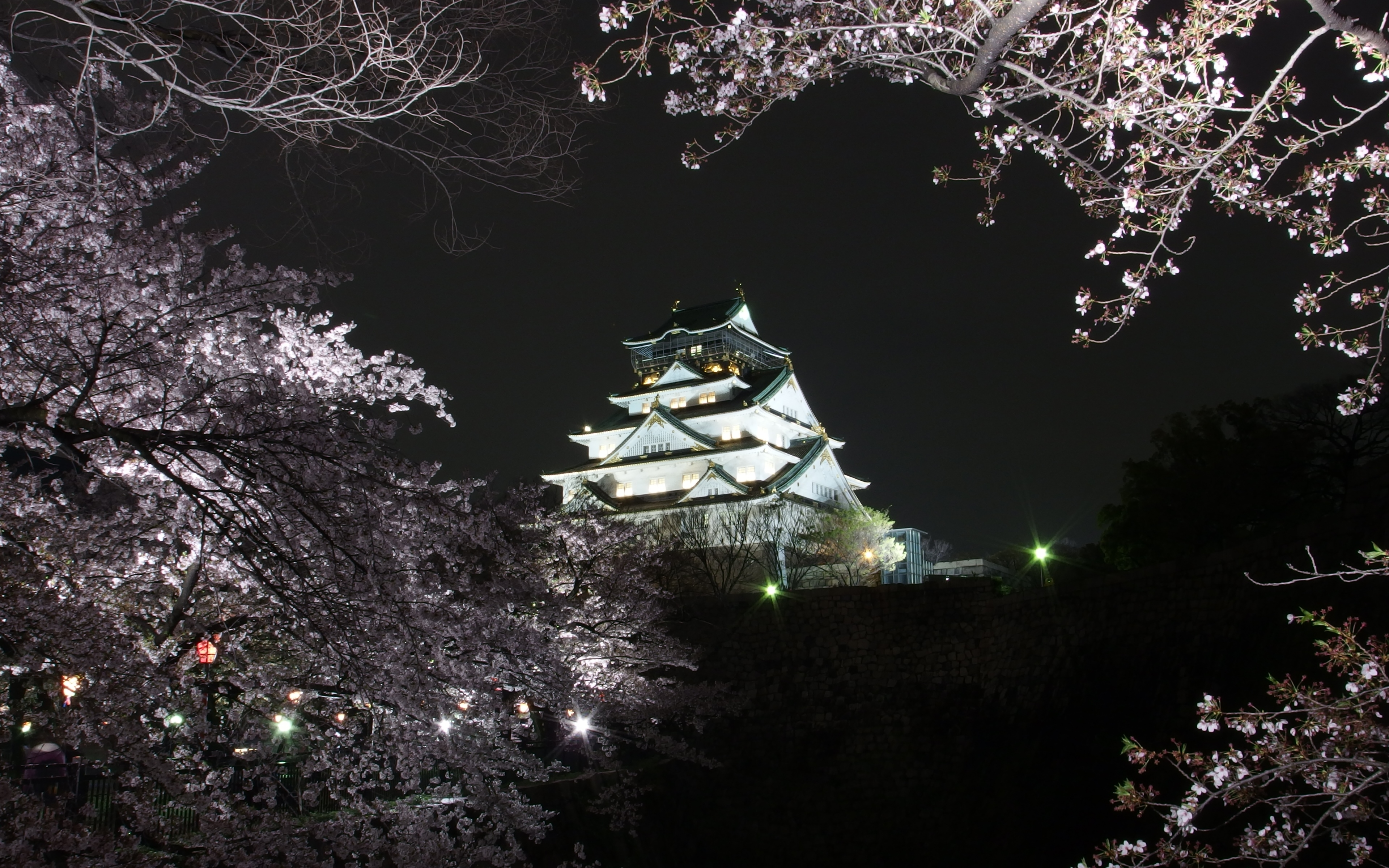
Parque del Castillo Osaka
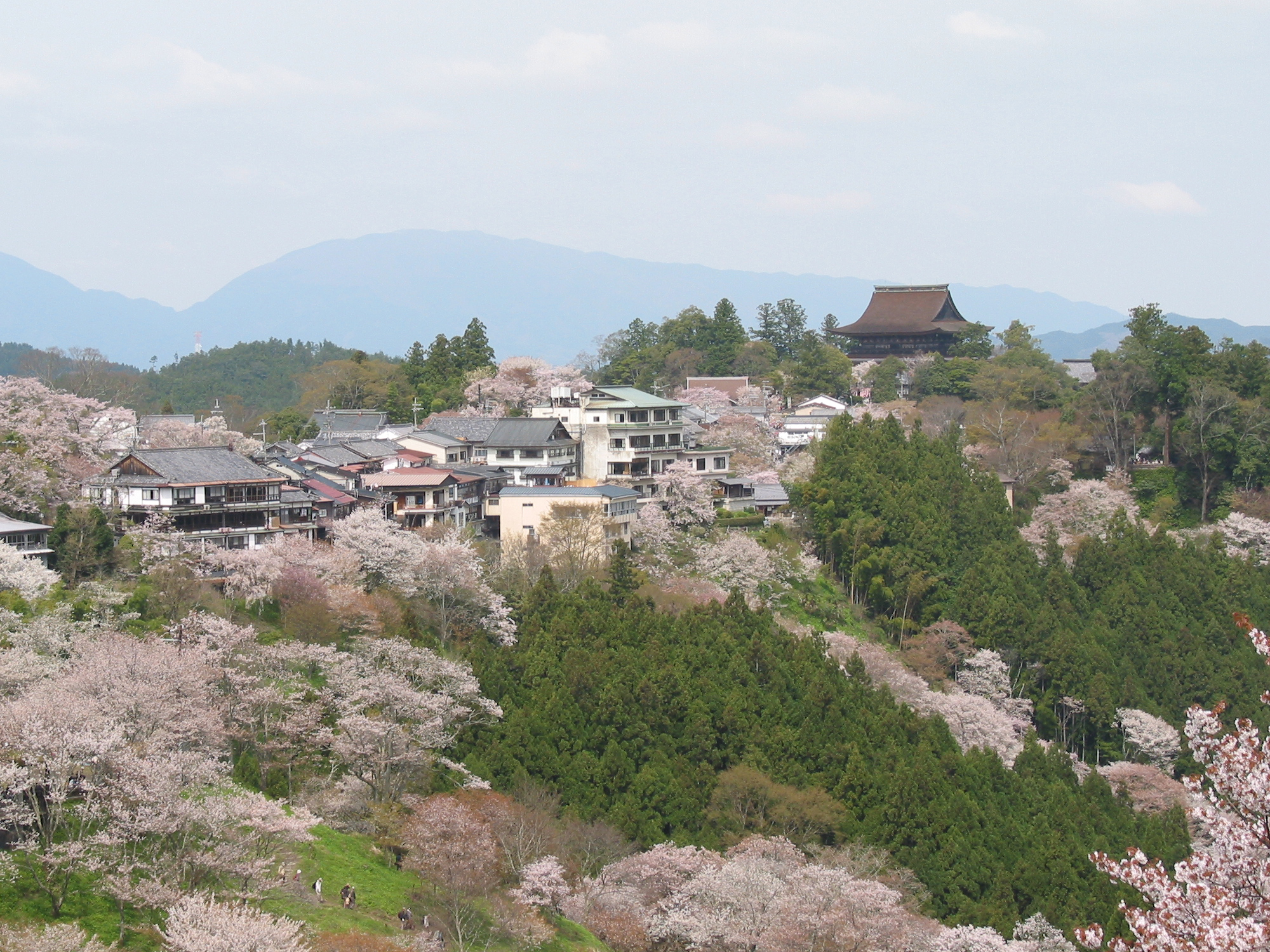
Monte Yoshino
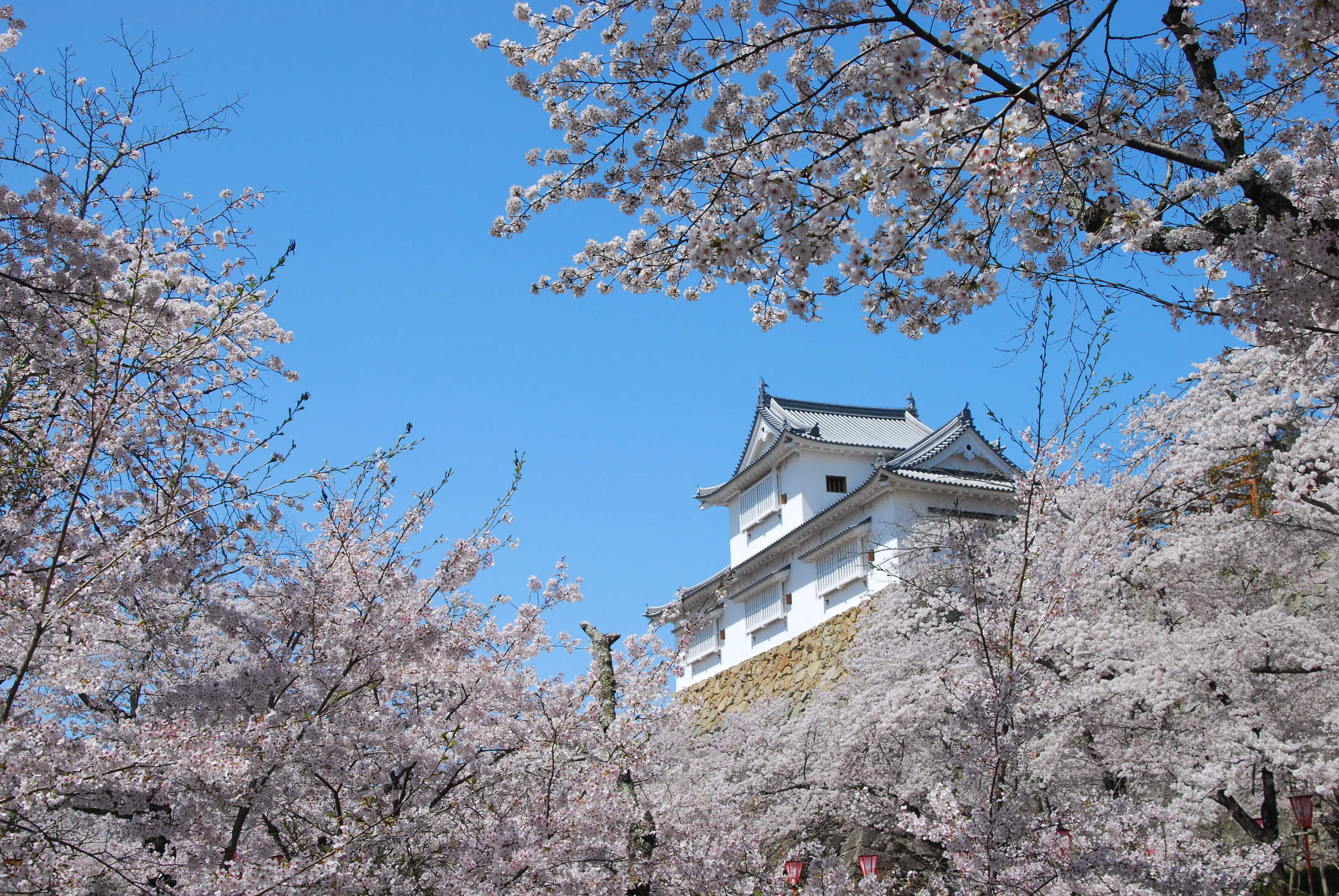
Parque del Castillo Tsuyama

En Kioto:
- Parque Maruyama, Santuario Heian, Arashiyama, Kamogawa

En Osaka:
- Parque del Castillo Osaka

En Nara:
- Parque Nara

En Yoshino (Prefectura de Nara):
- Monte Yoshino

En Himeji:
- Parque del Castillo Himeji

En Tsuyama (Prefectura de Okayama):
- Parque del Castillo Tsuyama

En Hokkaidō
- Parque del Castillo Goryōkaku

En Okinawa
- Parque del Castillo Nakijin

- Parque Ueno
- Río Asuwa
- Río Kamo
- Parque del Castillo Osaka
- Monte Yoshino
- Parque del Castillo Tsuyama

## Controversia
En el año 2011, tras el terremoto y el tsunami del 11 de marzo, que dejó casi 30 000 muertos y desaparecidos, el por entonces gobernador de Tokio, Shintarō Ishihara, solicitó a la población que suspendiera la celebración de este festival y mostrara su solidaridad con Tohoku, lo que provocó un intenso debate en Japón sobre si debía celebrarse o no el hanami ese año.

## Filosofía delhanami
En Japón, la flor del cerezo (y en menor medida la del ciruelo) tienen un significado importante. Esto guarda relación con parte del código samurái en Japón. Es más, el emblema de los guerreros samurái era la flor del cerezo. La aspiración de un samurái era morir en su momento de máximo esplendor, en la batalla, y no envejecer y “marchitarse”, como tampoco se marchita la flor del cerezo; la cual cae del árbol antes de marchitarse, empujada por el viento. Además, hay una leyenda que cuenta que en un principio, las sakuras sólo eran blancas. Pero el seppuku (suicidio ritual para evitar la deshonra) que un samurái o un miembro de su familia cometía, solía realizarse delante de un cerezo. Por ello, según la historia, las flores del cerezo comenzaron a tornarse rosadas, debido a la sangre que absorbía el árbol.